# بالم بيتش غاردنز
بالم بيتش غاردنز (بالإنجليزية: Palm Beach Gardens)‏ هي مدينة أمريكية تقع في ولاية فلوريدا. تبلغ مساحة هذه المدينة 143.3 (كم²)،ويبلغ عدد سكانها 48452 نسمة حسب إحصاء سنة 2010 م 48452.

## التركيبة السكانية
حدّد مكتب تعداد الولايات المتحدة بيانات التركيبة السكانية لبالم بيتش غاردنز في تعداد الولايات المتحدة. في ما يلي، التركيبة السكانية حسب تعدادي 2000 و2010.

### تعداد عام 2000
بلغ عدد سكان بالم بيتش غاردنز 35,058 نسمة بحسب تعداد عام 2000، وبلغ عدد الأسر 15,599 أسرة وعدد العائلات 10,213 عائلة مقيمة في المدينة. في حين سجلت الكثافة السكانية 228.1 نسمة لكل كيلومتر مربع (590.8/ميل2). وبلغ عدد الوحدات السكنية 18,317 وحدة بمتوسط كثافة قدره 119.2 لكل كيلومتر مربع (308.7/ميل2).
وتوزع التركيب العرقي للمدينة بنسبة 93.78% من البيض و2.30% من الأمريكيين الأفارقة و0.11% من الأمريكيين الأصليين و2.15% من الأمريكيين ذوي الأصول الآسيوية و0.03% من سكان جزر المحيط الهادئ و0.67% من الأعراق الأخرى و0.96% من عرقين مختلطين أو أكثر و5.63% من الهسبانيون أو اللاتينيون من أي عرق.
بلغ عدد الأسر 15,599 أسرة كانت نسبة 24.9% منها لديها أطفال تحت سن الثامنة عشر تعيش معهم، وبلغت نسبة الأزواج القاطنين مع بعضهم البعض 53.8% من أصل المجموع الكلي للأسر، ونسبة 8.9% من الأسر كان لديها معيلات من الإناث دون وجود شريك، بينما كانت نسبة 2.8% من الأسر لديها معيلون من الذكور دون وجود شريكة وكانت نسبة 34.5% من غير العائلات. تألفت نسبة 27.7% من أصل جميع الأسر من عدة أفراد يعيشون في نفس المنزل ونسبة 10.5% كانت تتألف من شخص يعيش بمفرده يبلغ من العمر 65 عاماً أو أكثر. وبلغ متوسط حجم الأسرة المعيشية 2.23، أما متوسط حجم العائلات فبلغ 2.70.
بلغ العمر الوسطي للسكان 45.0 عاماً. وكانت نسبة 18.7% من القاطنين تحت سن الثامنة عشر، وكانت نسبة 5.1% بين الثامنة عشر والرابعة والعشرين عاماً، ونسبة 26.2% كانت واقعةً في الفئة العمرية ما بين الخامسة والعشرين والرابعة والأربعين عاماً، ونسبة 28.8% كانت ما بين الخامسة والأربعين والرابعة والستين، ونسبة 20.2% كانت ضمن فئة الخامسة والستين عاماً فما فوق. يوجد لكل 100 أنثى 90.6 ذكر، ويوجد لكل 100 أنثى في الثامنة عشر من عمرها فما فوق 87.0 ذكر.

### تعداد عام 2010
بلغ عدد سكان بالم بيتش غاردنز 48,452 نسمة بحسب تعداد عام 2010، وبلغ عدد الأسر 22,804 أسرة وعدد العائلات 13,765 عائلة مقيمة في المدينة. في حين سجلت الكثافة السكانية 315.3 نسمة لكل كيلومتر مربع (816.6/ميل2). وبلغ عدد الوحدات السكنية 27,663 وحدة بمتوسط كثافة قدره 180 لكل كيلومتر مربع (466.2/ميل2).
وتوزع التركيب العرقي للمدينة بنسبة 89.30% من البيض و4.40% من الأمريكيين الأفارقة و0.16% من الأمريكيين الأصليين و3.11% من الأمريكيين ذوي الأصول الآسيوية و0.04% من سكان جزر المحيط الهادئ و1.37% من الأعراق الأخرى و1.62% من عرقين مختلطين أو أكثر و8.90% من الهسبانيون أو اللاتينيون من أي عرق.
بلغ عدد الأسر 22,804 أسرة كانت نسبة 20.8% منها لديها أطفال تحت سن الثامنة عشر تعيش معهم، وبلغت نسبة الأزواج القاطنين مع بعضهم البعض 48.4% من أصل المجموع الكلي للأسر، ونسبة 8.8% من الأسر كان لديها معيلات من الإناث دون وجود شريك، بينما كانت نسبة 3.1% من الأسر لديها معيلون من الذكور دون وجود شريكة وكانت نسبة 39.6% من غير العائلات. تألفت نسبة 31.4% من أصل جميع الأسر من عدة أفراد يعيشون في نفس المنزل ونسبة 13.3% كانت تتألف من شخص يعيش بمفرده يبلغ من العمر 65 عاماً أو أكثر. وبلغ متوسط حجم الأسرة المعيشية 2.11، أما متوسط حجم العائلات فبلغ 2.64.
بلغ العمر الوسطي للسكان 48.3 عاماً. وكانت نسبة 16.4% من القاطنين تحت سن الثامنة عشر، وكانت نسبة 5.4% بين الثامنة عشر والرابعة والعشرين عاماً، ونسبة 23.7% كانت واقعةً في الفئة العمرية ما بين الخامسة والعشرين والرابعة والأربعين عاماً، ونسبة 29.3% كانت ما بين الخامسة والأربعين والرابعة والستين، ونسبة 25.3% كانت ضمن فئة الخامسة والستين عاماً فما فوق. وتوزع التركيب الجنسي للسكان بنسبة 46.9% ذكور و53.1% إناث.

## أعلام
- ويليام ر. مور
- تيم بلو
- جيمس لاست
- مارك وريل
- سكوت مين
- مات إلام
- كين دولان
- دوغ فورد
- هنتر جونز
- هورست بي. هورست